# The human race
|  | Denne artikel er oprettet af botten PalnaBot ud fra en ekstern database. Den kan derfor have sproglige fejl eller mangler. Denne skabelon kan fjernes efter kontrol af indholdet. |

The human race er en eksperimentalfilm instrueret af Nikolai Østergaard efter eget manuskript.

## Handling
Filmen bringer os på 10 min. gennem en mands liv fra fødsel til død. Den verden, der møder ham, er ensrettende, formanende og en anelse grotesk.